# 桂冠戰士
桂冠戰士（日语：ローレルゲレイロ），是日本純種競賽馬匹。生涯活躍於短途賽事，曾於2009年稱霸春秋短途賽，並於當年獲得最佳短途馬殊榮。

## 出賽前
204年5月3日出身於北海道新冠町村田牧場，由一口馬主俱樂部Laurel Racing Co. Ltd.進行馬主募集。
其後交由栗東訓練中心練馬師昆貢訓練。

## 競賽生涯

### 2歲
2006年6月17日出戰函館競馬場的2歲新馬戰，由本田優策騎。比賽途中採取先行戰術並於直線率先衝出，成功以3 1/2優勢獲得首勝。
7月22日出戰公開賽薰衣草賞，但於比賽途中無法超越領放的Eishin Itten又被外檔的Imperfect追上，獲得第三。
其後再次重返函館競馬場出戰函館兩歲錦標，獲得第五人氣。比賽開始後緊咬A Shin Darmson於第二的位置推進，並於最後彎道趁A Shin Darmson勢頭減弱時進佔領先位置。進入直路後，其保持優勢處於先頭，但最終被於中團加速衝刺並跑出全場最快末腳的Nishino Charmy超越，獲得第二。
10月14日出戰每日盃兩歲錦標，由於本場出戰的賽駒包含於此前兩場比賽均以領放姿勢大勝對手的Osumi Daido，因而桂冠戰士獲得第二人氣。比賽開始後，其處於中團的位置追擊前方領放的Osumi Daido，比賽途中逐步向前。進入直路後，其於最內欄位置加速閃出，並以凌厲勢頭直逼前方，可惜最終未能超越一方到底的Osumi Daido，以半馬位再次遺憾奪得亞軍。
在12月10日出戰朝日盃未來錦標，因爲本次比賽對手衆多，其只獲得第七人氣。比賽開始後，再次由Osumi Daido領放，以其則於第三的先頭位置推進，並由外檔位置通過最後彎道。進入直路後，其開始加速並於最後關頭超越領放的Osumi Daido，但於終點線前被大外檔一路衝刺的夢之旅超越，落後3/4第三次獲得第二。

### 3歲
2007首戰爲新山紀念，面對於中京兩歲錦標分別獲得第一及第二的大和赤驥及喜氣滿盈，其仍然獲得第二人氣。比賽開始後，其於中團位置推進，並以先頭部隊的姿態進入直路。進入直路後，其開始加速發力，加入前方大和赤驥及喜氣滿盈爭奪領先位置的行列。最終，其未能追上前方兩匹賽駒，獲得季軍。
2月24日出戰雅靈頓盃，成功壓過目前兩戰全勝的Tosen Captain獲得第一人氣。比賽開始後，其處於有利位置推進，並於率先進入最後直路。進入直路後，其和幾乎同時衝出的Tosen Captain開始纏鬥，兩匹賽駒鬥得難分難解，最終Tosen Captain稍微佔據上風，桂冠戰士於終點線前以頸位落敗，再次奪得亞軍。
其後出戰皋月賞，由於主戰騎師本田此前宣佈退役，本次比賽由先前於薰衣草賞經已夥拍過的藤田伸二策騎。是次比賽，其於中團靠後位置推進，雖然途中有逐步爬升的跡象，但於直路未能進一步加速，結果以第六完賽。
5月6日出戰NHK一哩賽，因爲於一哩賽事的戰績，其獲得第一人氣。比賽開始前，由於天雨關係，賽道變成好至黏地。比賽開始後，其於有利位置展開追走，並以較快步速通過最後彎道。進入直路後，其於中間位置衝出，成功獲得領先優勢，並開始抵擋內欄位置Muramasano Yoto及Siberian Bird的追擊。其一直保持優秀直終點線前，但此時由大外檔衝刺的第十七人氣伏兵粉紅瑰寶成功超越其，其以1/2馬位之差第五度獲得亞軍，
5月7日出戰東京優駿（日本打吡），由池添謙一策騎，但以第十三大敗。
其出戰自此，雖然只獲得一場勝利，但憑這住其於多次獲得亞軍兼且於分級賽的表現，其獲得了「最強一勝馬」的稱號。
其後進入秋季賽事，但表現並未如以往理想。其先於8月於堅蘭盃以第十一大敗，後於10月的富士錦標及11月的一哩冠軍賽分別以第十及第十六大敗。
12月16日出戰阪神盃，因爲此前不佳的戰績只獲得第九人氣，但出奇地成功回勇獲得第四。

### 4歲
2008年成爲古馬的桂冠戰士年度首戰爲東京新聞盃，面對結伴行、榮進代表等分級賽優勝馬，其只獲得第六人氣。比賽開始後，其如同阪神盃一樣選擇領放，中途被Apollo No Satori超越。進入直路後，其重奪領先的位置，而此時外檔的Tamamo Support及大外檔的Liquid Notes從後而上。最終，三駒同時衝線，桂冠戰士成功以頸位壓贏對手，獲得暌違1年半的勝利，亦是其首個分級賽冠軍，更達成了東京新聞盃父子制霸。陣營方面，憑藉本次勝利，練馬師昆貢成功奪得首個中央分級賽冠軍。
3月2日出戰阪急盃，由於主戰騎師藤田需要按約定於中山競馬場策騎另一匹賽駒，因此於其推薦下由四位洋文代打策騎。比賽開始後，其再次施展領放戰術，並以穩定步速推進。進入直路後，其仍然保持領先的優勢，雖然後方的鈴鹿鳳凰開始進擊，但桂冠戰士仍然成功抵擋壓力，最終以頭位之差奪得冠軍，達成分級賽連勝。
3月30日出戰高松宮紀念，落後阪急盃時贏過的鈴鹿鳳凰獲得第二人氣。比賽開始後，其率先搶佔位置進行快放，製造出較快的節奏。雖然通過最後彎道時候被李察靈駒搶先，但隨即於直路重奪領先位置。但於直路中段，其後勁開始減弱，最終被處於後方兼且進佔有利位置的精雕微琢、拳壇奇蹟及鈴鹿鳳凰超越，獲得第四。
賽後，其被診斷患有右橈骨遠端骨折，需要進入大約半年的休養，因而提早結束春季的征程。
其於11月1日出戰天鵝錦標作復出戰，獲得第三人氣。比賽開始後，其於Meiner Rainier及俊小子後方展開追走。進入直路後，其開始逼近Meiner Rainier但並未超越對方，最終以1/2馬位落敗得第二。
其後出戰一哩冠軍賽，雖然於先頭位置推進並率先於直路衝出，但其後相繼被Blumenblatt、超級黃蜂、精雕微琢及結伴行超越，獲得第五。
完成一哩冠軍賽後，陣營宣佈安排其遠征香港，陪同東商勇者一同出戰香港短途錦標。其於比賽開始後成功進佔好位，進入直路後嘗試衝出但未成功，最終未能進一步加速之下以第八名落敗。

### 5歲
2005戰線安排與上年度相同，首戰爲東京新聞盃，但由於其未能於大爛地上發揮，最終於直路失速以第十三大敗。
其後出戰阪急盃，主戰騎師重新換成藤田。比賽開始後，其仍然選擇領放戰術並一直領先至進入直路。進入捉路後，其於中段被一直處於第二的加登快駒超越，最終以 1 1/4馬位落敗。
3月29日按照年初經已制定的計劃出戰高松宮紀念，落後上年度短途馬錦標冠軍不眠之夜及上年度高松宮紀念盟主精雕微琢獲得第三人氣。比賽開始後，雖然其處於第13檔較外檔位置，但仍然奮力搶佔位置快放，以快步速節奏帶領馬群。進入直線後，其率先衝出並繼續保持領先優勢，雖然途中勢頭有所減弱，但仍然可以憑藉初段建立的優勢抵擋後方馬匹的進擊，成功一放到底下奪冠。本次比賽的勝利創造了不少紀錄，除了其成爲計2002年同樣由藤田策騎的湘南之戰後第二匹以領放戰術勝出高松宮紀念的賽駒外，亦爲馬主Laurel Racing Co. Ltd.帶來首個一級賽冠軍，更重要的是，其成功達成高松宮紀念首次父子制霸。
其後出戰安田紀念，領放下於最後直路失速，以第十五大敗。
安田紀念過後，其被安排前往北海道浦河町Grande牧場放草，但於放草期間身體狀態開始下降。7月其被轉移至函館競馬場的馬房，計劃以短途馬錦標爲目標。但由於此前狀態下降的原因，其須要接受復健訓練而回復體重及狀態，因而推遲復出日期。
經過訓練後，於9月13日復出出戰人馬錦標。比賽途中雖然施展領放戰術，但於直線未能保持優勢甚至失速，最終以第十四名大敗。
10月4日按計劃出戰短途馬錦標，雖然上年度盟主不眠之夜因肌腱炎退役，但由於桂冠戰士此前慘烈的戰績，其仍然只獲得第六人氣。比賽開始後，其搶佔位置進行快放，再一次製造出快步速帶領節奏。進入最後直路後，其繼續處於前方推進，此時處於後方有利位置的加登快駒開始發力，並成功逼近桂冠戰士並開始纏鬥。兩駒纏鬥的狀態持續至終點線前仍然未停，因而雙方同時衝線。最終經過約10分鐘的審議，照片判定桂冠戰士以1厘米的超微弱差距壓過對手，再次奪得一級賽冠軍。是次勝利，令其成爲了計花公園及多樂星後第三匹稱霸春秋短途賽的賽駒。亦憑藉此1厘米的差距，是次比賽追平1996年短途馬錦標的紀錄，兩者並列爲日本一級賽中頭馬和二馬差距最少的賽事結果。
其後與上年度一樣遠征香港，出戰香港短途錦標，但再次以第十三大敗。
年末，由於其年間稱霸春秋短途賽，於評選中獲得268票當選最佳短途馬。

### 6歲
2010年首戰爲二月錦標，爲其首次出戰泥地賽事。由於泥地適性等人數，其發揮不佳僅獲第七。
其後陣營安排其遠征阿聯酋，出戰杜拜金莎軒錦標。比賽開始後，其於漏閘下仍然嘗試進佔位置領放，但最終失敗。最後直路上，雖然其未能贏過金城大王及火箭人等強敵，但成功保住第四的入板位置。
返回日本後，其進入放草，備戰秋季的賽事。
8月29日出戰堅蘭盃作爲秋季首戰，最終以第八完賽。
10月3日出戰短途馬錦標，以連霸爲目標，但最終以第十四大敗。
10月14日陣營宣佈將會安排其退役，並於11月20日於京都競馬場舉行退役儀式。

### 詳細賽績
| 日期       | 舉辦國家 | 馬場 | 距離     | 級別   | 賽事名稱       | 負重 | 騎師     | 馬號 | 出馬 | 名次 | 時間     | 頭馬（二馬）     |
| ---------- | -------- | ---- | -------- | ------ | -------------- | ---- | -------- | ---- | ---- | ---- | -------- | ---------------- |
| 17/6/2006  | 日本     | 函館 | 草1000   |        | 2歲新馬        | 54   | 本田優   | 5    | 9    | 1    | 0:58.5   | （Meine Canna）  |
| 22/7/2006  | 日本     | 函館 | 草1200   | OP     | 薰衣草賞       | 54   | 藤田伸二 | 2    | 7    | 3    | 1:11.2   | Imperfect        |
| 6/8/2006   | 日本     | 函館 | 草1200   | GIII   | 函館兩歲錦標   | 54   | 本田優   | 11   | 15   | 2    | 1:10.5   | Nishino Charmy   |
| 4/10/2006  | 日本     | 京都 | 草1600   | GII    | 每日盃兩歲錦標 | 55   | 本田優   | 5    | 13   | 2    | 1:34.4   | Osumi Daido      |
| 10/12/2006 | 日本     | 中山 | 草1600   | GI     | 朝日盃未來錦標 | 55   | 本田優   | 9    | 15   | 2    | 1:34.5   | 夢之旅           |
| 8/1/2007   | 日本     | 京都 | 草1600   | JpnIII | 新山紀念       | 57   | 本田優   | 5    | 10   | 3    | 1:35.7   | 喜氣滿盈         |
| 24/2/2007  | 日本     | 阪神 | 草1600   | JpnIII | 雅靈頓盃       | 57   | 本田優   | 14   | 16   | 2    | 1:33.9   | 東瀛隊長         |
| 15/4/2007  | 日本     | 中山 | 草2000   | JpnI   | 皋月賞         | 57   | 藤田伸二 | 2    | 18   | 6    | 2:00.2   | 永威勝           |
| 6/5/2007   | 日本     | 東京 | 草1600   | JpnI   | NHK一哩賽      | 57   | 藤田伸二 | 10   | 18   | 2    | 1:34.4   | 粉紅瑰寶         |
| 27/5/2007  | 日本     | 東京 | 草2400   | JpnI   | 東京優駿       | 57   | 池添謙一 | 13   | 18   | 13   | 2:26.1   | 伏特加           |
| 26/8/2007  | 日本     | 札幌 | 草1200   | JpnIII | 堅蘭盃         | 53   | 藤田伸二 | 2    | 15   | 11   | 1:09.4   | Couverture       |
| 20/10/2007 | 日本     | 東京 | 草1600   | GIII   | 富士錦標       | 54   | 藤田伸二 | 16   | 18   | 10   | 1:33.9   | 盛高             |
| 18/11/2007 | 日本     | 京都 | 草1600   | GI     | 一哩冠軍賽     | 56   | 和田龍二 | 13   | 18   | 16   | 1:34.0   | 大和主將         |
| 16/12/2007 | 日本     | 阪神 | 草1400   | JpnII  | 阪神盃         | 56   | 藤田伸二 | 3    | 18   | 4    | 1:20.8   | 鈴鹿鳳凰         |
| 2/2/2008   | 日本     | 東京 | 草1600   | GIII   | 東京新聞盃     | 57   | 藤田伸二 | 7    | 16   | 1    | 1:32.8   | （Liquid Notes） |
| 2/3/2008   | 日本     | 阪神 | 草1400   | GIII   | 阪急盃         | 57   | 四位洋文 | 3    | 16   | 1    | 1:20.7   | （鈴鹿鳳凰）     |
| 30/3/2008  | 日本     | 中京 | 草1200   | GI     | 高松宮記念     | 57   | 四位洋文 | 16   | 18   | 4    | 1:07.4   | 精雕微琢         |
| 1/11/2008  | 日本     | 京都 | 草1400   | GII    | 天鵝錦標       | 57   | 四位洋文 | 7    | 16   | 2    | 1:20.0   | Meiner Rainier   |
| 23/11/2008 | 日本     | 京都 | 草1600   | GI     | 一哩冠軍賽     | 57   | 四位洋文 | 1    | 18   | 5    | 1:33.0   | Blumenblatt      |
| 14/12/2008 | 香港     | 沙田 | 草1200   | GI     | 香港短途錦標   | 57   | 四位洋文 | 7    | 13   | 8    | 1:09.2   | 創惑             |
| 31/1/2009  | 日本     | 東京 | 草1600   | GIII   | 東京新聞盃     | 57   | 四位洋文 | 5    | 16   | 13   | 1:38.7   | 絕頂良駒         |
| 1/3/2009   | 日本     | 阪神 | 草1400   | GIII   | 阪急盃         | 57   | 藤田伸二 | 13   | 16   | 2    | 1:21.3   | 加登快駒         |
| 29/3/2009  | 日本     | 中京 | 草1200   | GI     | 高松宮記念     | 57   | 藤田伸二 | 13   | 18   | 1    | 1:08.0   | (不眠之夜)       |
| 7/6/2009   | 日本     | 東京 | 草1600   | GI     | 安田記念       | 58   | 藤田伸二 | 17   | 18   | 15   | 1:35.0   | 伏特加           |
| 13/9/2009  | 日本     | 阪神 | 草1200   | GII    | 人馬錦標       | 59   | 藤田伸二 | 5    | 15   | 14   | 1:09.2   | 天涯海角         |
| 4/10/2009  | 日本     | 中山 | 草1200   | GI     | 短途馬錦標     | 57   | 藤田伸二 | 13   | 16   | 1    | 1:07.5   | （加登快駒）     |
| 13/12/2009 | 日本     | 沙田 | 草1200   | GI     | 香港短途錦標   | 57   | 藤田伸二 | 11   | 14   | 13   | 1:10.4   | 蓮華生輝         |
| 21/2/2010  | 日本     | 東京 | 泥1600   | GI     | 二月錦標       | 57   | 藤田伸二 | 13   | 15   | 7    | 1:37.1   | 希望之城         |
| 27/3/2010  | 阿聯酋   | 美丹 | 膠沙1200 | GI     | 杜拜金莎軒錦標 | 57   | 藤田伸二 | 4    | 10   | 4    | 紀錄缺失 | 金城大王         |
| 29/8/2010  | 日本     | 札幌 | 草1200   | GIII   | 堅蘭盃         | 59   | 藤田伸二 | 2    | 16   | 8    | 1:09.1   | 一卡美鑽         |
| 3/10/2010  | 日本     | 中山 | 草1200   | GI     | 短途馬錦標     | 57   | 藤田伸二 | 9    | 16   | 14   | 1:08.4   | 極奇妙           |

## 退役後
退役後，桂冠戰士成爲了配種馬，於北海道新冠町優駿Stallion Station休養，在2011年進行配種。首批子嗣於2012年出身。首批子嗣可於2013年出賽，並多數活躍於地方賽事。

## 血統簡介
父系帝皇光輝爲日本賽駒，如同其一樣曾勝出高松宮紀念，被譽爲98黃金世代之一。祖父勇舞爲美國生產的英國賽駒，生涯僅得一敗，曾於1986年奪得凱旋門大賽冠軍，被譽爲1980年代歐洲最強賽駒。
母系Big Tenby爲日本賽駒，但生涯僅得一勝。外祖父天庇爲英國賽駒，生涯戰績不俗，曾勝出一級賽法國準則大賽。

### 血統表
| 父線：利法爾系（北地舞人系）                                |                              |                 |                 |
| 種馬 帝皇光輝 1995年（棗色）                                | 勇舞 1983年（棗色）          | 利法爾          | 北地舞人        |
| 種馬 帝皇光輝 1995年（棗色）                                | 勇舞 1983年（棗色）          | 利法爾          | Goofed          |
| 種馬 帝皇光輝 1995年（棗色）                                | 勇舞 1983年（棗色）          | Navajo Princess | Drone           |
| 種馬 帝皇光輝 1995年（棗色）                                | 勇舞 1983年（棗色）          | Navajo Princess | Olmec           |
| 種馬 帝皇光輝 1995年（棗色）                                | Goodbye Halo 1985年（栗色）  | Halo            | Hail to Reason  |
| 種馬 帝皇光輝 1995年（棗色）                                | Goodbye Halo 1985年（栗色）  | Halo            | Cosmah          |
| 種馬 帝皇光輝 1995年（棗色）                                | Goodbye Halo 1985年（栗色）  | Pound Foolish   | Sir Ivor        |
| 種馬 帝皇光輝 1995年（棗色）                                | Goodbye Halo 1985年（栗色）  | Pound Foolish   | Squander        |
| 繁殖雌馬 Big Tenby 1998年（深棗色）                         | 天庇 1990年（棗色）          | Caerleon        | 尼真斯基        |
| 繁殖雌馬 Big Tenby 1998年（深棗色）                         | 天庇 1990年（棗色）          | Caerleon        | Foreseer        |
| 繁殖雌馬 Big Tenby 1998年（深棗色）                         | 天庇 1990年（棗色）          | Shining Water   | Kalaglow        |
| 繁殖雌馬 Big Tenby 1998年（深棗色）                         | 天庇 1990年（棗色）          | Shining Water   | Idle Waters     |
| 繁殖雌馬 Big Tenby 1998年（深棗色）                         | Mogami Hime 1992年（深棗色） | Cacoethes       | 雅力達          |
| 繁殖雌馬 Big Tenby 1998年（深棗色）                         | Mogami Hime 1992年（深棗色） | Cacoethes       | Careless Notion |
| 繁殖雌馬 Big Tenby 1998年（深棗色）                         | Mogami Hime 1992年（深棗色） | Mogami Point    | 丸善斯基        |
| 繁殖雌馬 Big Tenby 1998年（深棗色）                         | Mogami Hime 1992年（深棗色） | Mogami Point    | Point Maker     |
| 雌系：號族：1-b                                             |                              |                 |                 |
| 五代內近親交配：北地舞人 4×5、尼真斯基 4×5、Sir Gaylord 5×5 |                              |                 |                 |

## 命名由來
名字中，Laurel（ローレル）是馬主Laurel Racing Co. Ltd.的冠名，來自俱樂部名字，意思是古希臘時代授予奧林匹克冠軍的月桂冠；Guerreiro（ゲレイロ）是葡萄牙語，帶有戰士的意思。

## 外部連結
- 桂冠戰士 netkeiba.com （页面存档备份，存于）
- 血統表 （页面存档备份，存于）